# Anton van Zyl
Pour les articles homonymes, voir van Zyl.

a Compétitions nationales et continentales officielles uniquement.

Dernière mise à jour le 17 février 2019.
Anton van Zyl, né le 23 février 1980 au Cap (Afrique du Sud), est un joueur sud-africain de rugby à XV qui joue au poste de deuxième ligne.

## Carrière
- 2006-2009 : Golden Lions (Currie Cup et Vodacom Cup) et Lions (Super 14)
- 2009-2011 : Western Province (Currie Cup et Vodacom Cup) et Stormers (Super 14)
- 2011-2014 : Stade français (Top 14)
- 2014 : Western Province (Currie Cup)